# Cần Thơ
Cần Thơ wymowaⓘ – miejscowość w południowym Wietnamie, uważana za największe miasto delty Mekongu, aglomeracja wydzielona na prawach prowincji z prowincji Hậu Giang. W 2019 roku liczyło 860,5 tys. mieszkańców.
Miasto leży na prawym brzegu rzeki Tônlé Basăk (wiet. Hậu Giang), największej odnogi Mekongu, w odległości ok. 75 km od jej ujścia do Morza Południowochińskiego. Leżące w samym centrum plątaniny kanałów, szlaków wodnych i licznych wodnych bazarów, Cần Thơ jest doskonałym punktem wypadowym do zwiedzania delty Mekongu. 
W mieście mają swoją siedzibę Uniwersytet Cần Thơ, Instytut Hodowli Ryżu Delty Mekongu oraz rzymskokatolicka diecezja Cần Thơ.